# 2020 en histoire
Cet article présente les faits marquants de l'année 2020 en histoire.

## Évènements
- 22 avril : les travaux d'un groupe de physiciens et d'historiens turcs sur des manuscrits de la Direction générale des archives d’État turques sont publiés dans la revue Meteoritics & Planetary Science, à propos d'un accident s'étant produit le 22 août 1888 à Souleimaniye (Empire ottoman, nord-est de l'actuelle Irak) qui avait tué un homme et paralysé un autre[1] ; ils arrivent à la conclusion qu'il s'agissait en réalité d'une chute de météorite, ce qui en fait le seul cas confirmé de décès d'un être humain causé par la chute d'une météorite dans l'Histoire[1].
- 18 juin : publication dans Science Advances, par une équipe internationale de chercheurs de l'Institut Max-Planck de science de l'histoire humaine (Allemagne), de l'université Griffith (Australie) et du Département d'archéologie du gouvernement du Sri Lanka, de la datation de 130 pointes de flèches en os taillé récoltées entre 2009 et 2012 dans la grotte de Fa Hien Lena au Sri Lanka ; elles sont datées d'entre 45 000 et 48 000 ans, ces pointes constituent donc les plus anciennes preuves d’utilisation d’arc et de flèches en-dehors d'Afrique[2].
- 3 juillet : découverte par des plongeurs du Centre de recherche du système aquifère Quintana Roo de mines d'ocre préhistoriques dans des grottes sous-marines dans la Mer des Caraïbes proche des côtes mexicaines, exploitées d'il y a 12 000 à 10 000 ans, les plus vieilles d'Amérique[3].

## Décès
- 2 février : Valentin Ianine (né en 1929), historien et archéologue soviétique puis russe.
- 17 avril : Iris Love (née en 1933), archéologue et historienne de l'art américaine.
- 15 septembre : Mario Torelli (né en 1937), archéologue et historien de l'art italien.